# Richard Sennels
Richard Sennels (* 11. Januar 1912 in Nakskov; † 10. Januar 2006 in Viborg) war ein dänischer Organist und Komponist.

## Wirken

### Organist
Richard Sennels wurde zunächst von Gunnar Foss und später von Georg Søren Fjelrad (1901–1979) unterrichtet. Er ging als Privatschüler zur Orgelprüfung, wo er unter anderem Johann Sebastian Bachs Präludium und Fuge in g-Moll BWV 535 spielte.
1936 wurde Sennels als Organist an der Kirche von Nykøbing Mors angestellt. 1947 studierte er bei dem französischen Komponisten Marcel Dupré.
1949 erlangte Sennels nach einem Wettstreit mit Rued Langgaard die Stelle als Organist am Dom zu Viborg. Letzterer hatte eine Bewerbung aus nur zwei Zeilen eingereicht: zunächst „Unterschriebener Antragsteller“ und dann „Weitere Informationen: Siehe Kraks Blå Bog“.
Mit der 42-registrigen Orgel, die Johann Heinrich Daniel Köhne 1876 für die Kirche gebaut hatte, war Sennels nicht zufrieden. Unter anderem führte er mit dem Organisten Finn Viderø mehrere hitzige Diskussionen über die Mängel des Instruments. 1966 wurde in der Kirche eine neue 64-registrige Orgel eingeweiht, die das Ergebnis der engen Zusammenarbeit Sennels’ mit dem Orgelbauer Sybrand Zachariassen von Marcussen & Søn war.
In den Nachkriegsjahren war der Kirchenvorstand am Viborger Dom von der Inneren Mission und dem bisweilen reaktionären Bischof Christian Baun geprägt. Dadurch stand Kirchenmusik nicht im Vordergrund, und Sennels musste die von ihm veranstalteten Musikabende im Dom selber finanzieren. Dies änderte sich 1968, als nach Baun der musikliebende Bischof Johannes William Jacobsen das Amt übernahm.
Sennels war 33 Jahre lang Domorganist und spielte 1982 ein Abschiedskonzert, bei dem er César Francks Trois Chorals aufführte. Er gab auch nach seiner Pensionierung weiterhin verschiedene Konzerte im ganzen Land.
Sennels arbeitete auch als Konzertkritiker, ebenso wie er an der Domschule Viborg Gesang und Musik unterrichtete. Von 1964 bis 1982 war er Vorstandsmitglied der Dänischen Organisten- und Kantorengesellschaft („Dansk Organist og Kantor Samfund“), davon 15 Jahre als stellvertretender Vorsitzender und ein Jahr als Vorsitzender (1980–81).

### Komponist
Sennels war neben seiner Tätigkeit als Organist auch ein produktiver Komponist. Er schrieb mehrere große Orgelwerke, die alle in der Königlich-Dänischen Bibliothek zu finden sind. Auch komponierte er Musik auf Texte bekannter dänischer Dichter wie Hans Adolph Brorson, Steen Steensen Blicher, Nikolai Frederik Severin Grundtvig, Bernhard Severin Ingemann und Thomas Kingo. Zudem vertonte Sennels Worte von Valdemar Rørdam, Leonora Christina Ulfeldt und seinem engen Freund, dem Herausgeber Aage V. Reiter.
Sennels veröffentlichte insgesamt drei Vinylschallplatten. Eine war rein instrumental und bestand aus eigenen Werken, die auf der Orgel im Dom zu Viborg aufgeführt wurden. Die beiden anderen enthielten geistliche Gesänge, gesungen von Dorrit Basse und Hanne Gravgaard.

## Werke (Auswahl)

### Orgelmusik
- Tema con variazioni, op. 2. Scandi-Note, Højbjerg 1987.
- Lamentatio amata perdita, op. 6. Scandi-Note, Højbjerg 1988.
- Regiones aestivae, op. 12 (1968). Edition·S, Frederiksberg.
- Quasi una passacaglia, op. 20
- Processio et hymnus, op. 28 (1977/78). Edition·S, Frederiksberg.
- Pastorale primavera, op. 34 (1978). Edition·S, Frederiksberg.
- Blicher-stemninger, op. 36 (1981). Edition·S, Frederiksberg.[2]
- Levavi oculos meos in montes für Horn und Orgel, op. 43 (1982)
- Tre nocturni, op. 44 (1980/82). Edition·S, Frederiksberg.
- Per organo manualiter: Musica I, op. 45 (1982) – Musica II, op. 53 (1983) – Musica III, op. 54 (1984). Edition·S, Frederiksberg 1999.
- Fireogtyve gange 24 takter. Orgelpræludier til landsbykirken, op. 48 (1982/83). Ecclesia, Holstebro 1987.
- Otteogfyrre gange 8 takter. Salmeforspil til landsbykirken, op. 49 (1980/82). Ecclesia, Holstebro 1987.
- Intrada – Canzone – Toccata, op. 50 (1983). Edition·S, Frederiksberg.
- Tre orgelpræludier: Preludio festivo, op. 56 – Preludio serioso, op. 57 – Preludio giocoso, op. 58 (1984). Edition·S, Frederiksberg 1999.
- Movimenti, op. 62 (1984/85). Edition·S, Frederiksberg 1999.
- Laudes in tenebris, op. 63 (1985). Edition·S, Frederiksberg 1999.
- Iscrizioni (1985/86)
- Saluto – Arioso – Perpetuo (1985/86)
- Diptychon. Ignatii in memoriam (1986/87)
- Triptychon jutlandicum (1987)
- Variazioni capricciosi, op. 76 (1989)
- Exaltabo te Domine (1992)
- Pezzo sinfonico (1992)[3][4]

### Vokalmusik
- Paradisgård og folkevang. Kantate für Sologesang, Kinderchor und Orgel, op. 15. Edition Egtved c/o Edition Wilhelm Hansen, Kopenhagen.
- Gamle melodier til Kirkeårets tider für Orgel solo sowie vierstimmigen gemischten Chor und Orgel, op. 37–42 (1980/81). Edition·S, Frederiksberg.
- At synge i kor für vierstimmigen gemischten Chor, op. 59–61 und 79–80 (1984). Edition·S, Frederiksberg 1995.
- Åndelige sange für Sologesang und Klavier oder Orgel. Edition·S, Frederiksberg 1994.
- Fire folkesange für gemischten Chor. Edition Wilhelm Hansen, Kopenhagen.
- Fire folkeviser für dreistimmigen gemischten Chor. Musikhøjskolens Forlag, Kopenhagen 1960.
- Lille julekantate für Sologesang, Kinderchor, 2 Blockflöten oder Violinen und Klavier oder Orgel. Engstrøm & Sødring, Klampenborg 1945/Danmarks Blindebibliotek, Nakskov 2007.
- Per coro unisono für einstimmigen Chor und Orgel. Edition·S, Frederiksberg.
- Sange og viser für Sologesang und Klavier. Edition·S, Frederiksberg 1995.
- weitere Lieder und Weisen
- geistliche Gesänge
- Werke für ein- und mehrstimmigen Chor[4]

## Privatleben

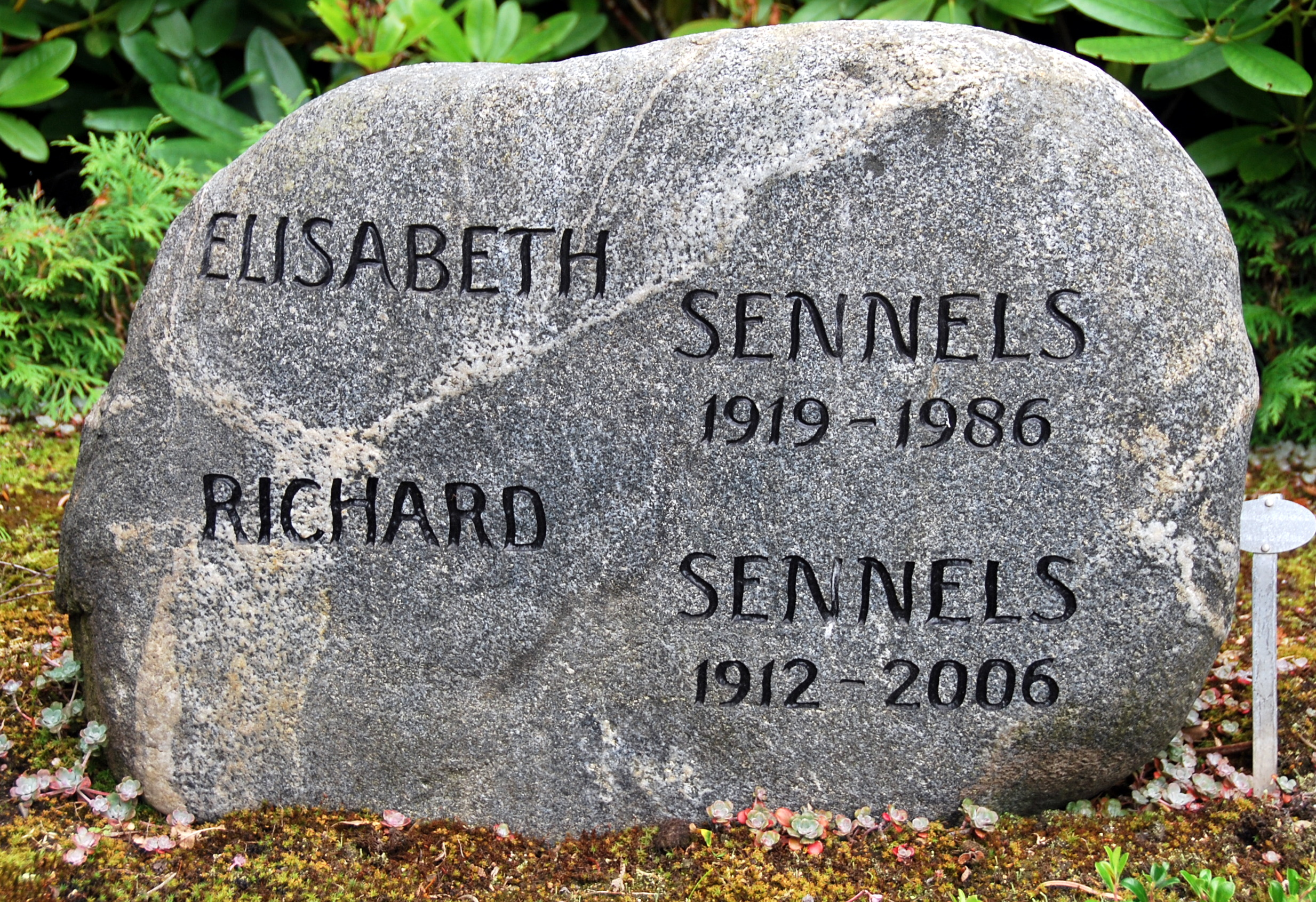
Grabstein von Richard und Elisabeth Sennels in Viborg

1953 heiratete Sennels seine Frau Elisabeth (1919–1986). Mit ihr hatte er zwei Söhne, Niels Jakob († 2011) und Bui (1955–2007). Durch Niels Jakob erhielt Richard Sennels zwei Enkelsöhne, von denen einer der ehemalige Fußballprofi Asbjørn Sennels ist.
Sennels starb einen Tag vor seinem 94. Geburtstag. Er, seine Frau und sein Sohn Bui sind im selben Grab auf dem Viborger Friedhof begraben.

## Diskografie
- Orgelmusik i Viborg Domkirke. Værker af domorganist R. Sennels. 1981, Danica-Records DLP 8013, LP.